# Vicente Ferrer Peset
Vicente Ferrer Peset fou un empresari i polític valencià, diputat a les Corts Espanyoles durant la restauració borbònica.
Empresari del sector navilier, era administrador de la societat Ferrer Peset Hermanos i en 1916 fou un dels fundadors de la Companyia Transmediterranea amb Enrique García Corrons, Joaquim Maria Tintoré i Punyed i José Juan Dómine. D'ideologia republicana, milità al Partit d'Unió Republicana Autonomista (PURA), amb el que fou elegit diputat per Sueca a les eleccions generals espanyoles de 1920. Alhora va col·laborar amb l'exiliat Vicente Blasco Ibáñez en la distribució de propaganda republicana a España.